# Diksha (Film)
Diksha (Hindi दीक्षा dīkṣā) ist ein indischer Spielfilm von Arun Kaul aus dem Jahr 1991. Er basiert auf einem Roman von U. R. Ananthamurthy.

## Handlung
Die Geschichte spielt in den 1930er Jahren in Mulki, einem Dorf im Süden Kannaras. Ein Vater, dem fünf Söhne bei der Geburt gestorben waren, bringt – wie er es seinen Göttern versprochen hat – seinen danach geborenen Sohn Narayan Bhatt (genannt Nanni) zu einem Guru (Udup Pandit), damit er in dessen Gurukul in die Lehren des Veda eingewiesen wird. Nur widerwillig nimmt der Lehrmeister ihn auf. Acharya Udup lebt in seinem Haus mit den zwei älteren Schülern Vishwanath Shastri und Ganesh Bhatt und seiner jungen, verwitweten Tochter Yamuna. Als Hausangestellten hat er den „Unberührbaren“ Koga beschäftigt, der mit seiner Tante Dondamma im Hüttendorf der Unberührbaren wohnt.
Für die örtlichen Brahmanen und insbesondere den Tempelpriester Manjunath erscheint das Leben in der Gurukul als skandalös und entgegen den religiösen Vorschriften. Neuigkeiten lassen sie sich von der geschwätzigen Godavari zutragen, die mit ihrer Neugierde die Informationen für den Klatsch und Tratsch im Dorf gewinnt.
Als Kogas Tante stirbt, bittet er den Udup Pandit, die letzten Riten mit Tulsi und geheiligtem Wasser an ihr vorzunehmen.  Obwohl es gegen die Traditionen ist, gibt Udup Pandit nach einigem Widerstand nach und geht zur Totenzeremonie ins Shudra-Dorf. Godavari teilt diese Ungeheuerlichkeit Manjunath mit, der sich bei Udups Meisterschüler Shrikar Upadhyay über den Sittenverfall beschwert. Er lamentiert, dass bereits Sati, Kinderheirat und Devadasi verboten wurden und nun auch noch die Unberührbaren Zugang zu Riten und religiösen Stätten fordern werden.
Shrikar trägt die Angelegenheit zu seinem Acharya Udup und erhält von ihm eine Lektion über den Unterschied zwischen Traditionen und den heiligen Schriften. Diese Traditionen seien nicht von je her so und auch nicht für alle Ewigkeit unveränderlich. Ebenso wie sich die Mode mit der Zeit verändert habe, sei es auch mit den Sitten der Brahmanengesellschaft. Da Udup Pandit für einige Zeit verreist, bittet er Shrikar, den Unterricht der Schüler zu übernehmen.
Yamuna hat mit dem Dorflehrer, der Udup Pandit regelmäßig konsultiert, eine heimliche Affäre. Während der Abwesenheit Udup Pandits treffen sie sich nachts häufiger. Yamuna wird schwanger und zur Zielscheibe der orthodoxen Gesellschaft, nachdem Godavari die ersten Anzeichen der Schwangerschaft bemerkt hat. Manjunath informiert Shrikar und bringt den Vater von Ganesh Bhatt dazu seinen Sohn aus der Gurukul zu nehmen. Der Dorfschullehrer überredet die verzweifelte Yamuna zu einer Abtreibung im Shudra-Dorf. Nanni wacht allein neben der Hütte, in der die Abtreibung vorgenommen wird.
Am nächsten Morgen kehrt Udup Pandit heim. Er verstößt seine Tochter aus seinem Haus und der Gesellschaft, als er von den Geschehnissen erfährt. Koga gibt ihm daraufhin wütend eine Lektion über den Wert der religiösen Verse, die Religion über Menschlichkeit stellen. Udup Pandit sieht sich in den gesellschaftlichen Konventionen gefangen und erklärt seine Tochter vor den versammelten Brahmanen für tot. Allein Shrikar tritt diesem Urteil öffentlich entgegen, was er als seine zweite Diksha begreift. Zur selben Zeit wird Nanni von seinem Vater zurückgeholt. Udup Pandit vollzieht am Flussufer symbolisch das Totenritual Ghattashraddha für die Seele Yamunas.

## Hintergrund
Dieselbe Geschichte von U. R. Ananthamurthy wurde bereits 1977 von Girish Kasaravalli unter dem Titel Ghattashraddha verfilmt, der ebenfalls mit Filmpreisen bedacht wurde.

## Auszeichnungen
Diksha wurde 1992 als bester Film in Hindi mit einem National Film Award ausgezeichnet und erhielt im selben Jahr den Filmfare Kritikerpreis als bester Film.
Der Film nahm am Festival International du Premier Film 1992 in Annonay (Frankreich) teil und gewann dort den Publikumspreis für den besten Film. 1993 wurde er auf dem International Film Festival of India gezeigt.